# Gregor Sander

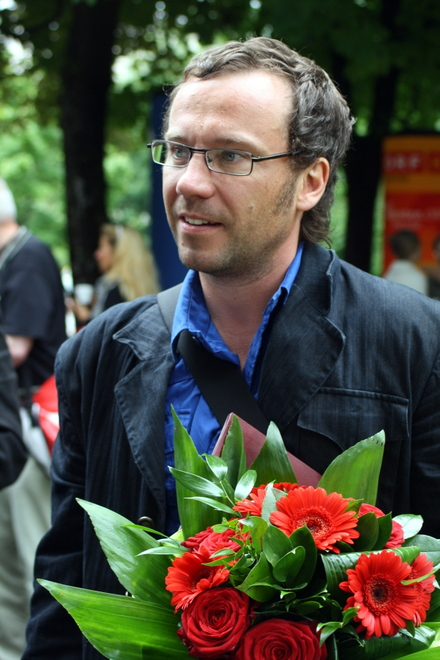
Gregor Sander nach der Verleihung des 3sat-Preises (2009)

Gregor Sander (* 24. April 1968 in Schwerin) ist ein deutscher Autor.

## Leben
Sander absolvierte Ausbildungen zum Schlosser und zum Krankenpfleger. Danach studierte er drei Semester Medizin an der Universität Rostock und daran anschließend einige Semester Germanistik und Geschichte an der Humboldt-Universität zu Berlin. Von 1996 bis 1997 besuchte er die Berliner Journalisten-Schule.
Seine literarische Laufbahn startete er im Jahr 2002 mit dem Erzählband Ich aber bin hier geboren. Mit der Titelerzählung seines im Frühjahr 2011 erschienenen Erzählbandes Winterfisch reüssierte er 2009 beim Ingeborg-Bachmann-Wettbewerb und erhielt dort den „3sat-Preis“. Sander erhielt 2012 ein zehnwöchiges Stipendium an der Queen Mary University of London.
Für den Film Was gewesen wäre, der 2019 Premiere auf dem Filmfest München feierte, verfasste Sander das Drehbuch nach seinem eigenen Roman. Regie führte Florian Koerner von Gustorf, in den Hauptrollen sind Ronald Zehrfeld und Christiane Paul zu sehen.
Sander war bis zu seinem Austritt 2022 Mitglied im PEN Zentrum Deutschland und ist Mitgründer des PEN Berlin. Er ist freier Autor. 
Sander lebt in Berlin.

## Werke

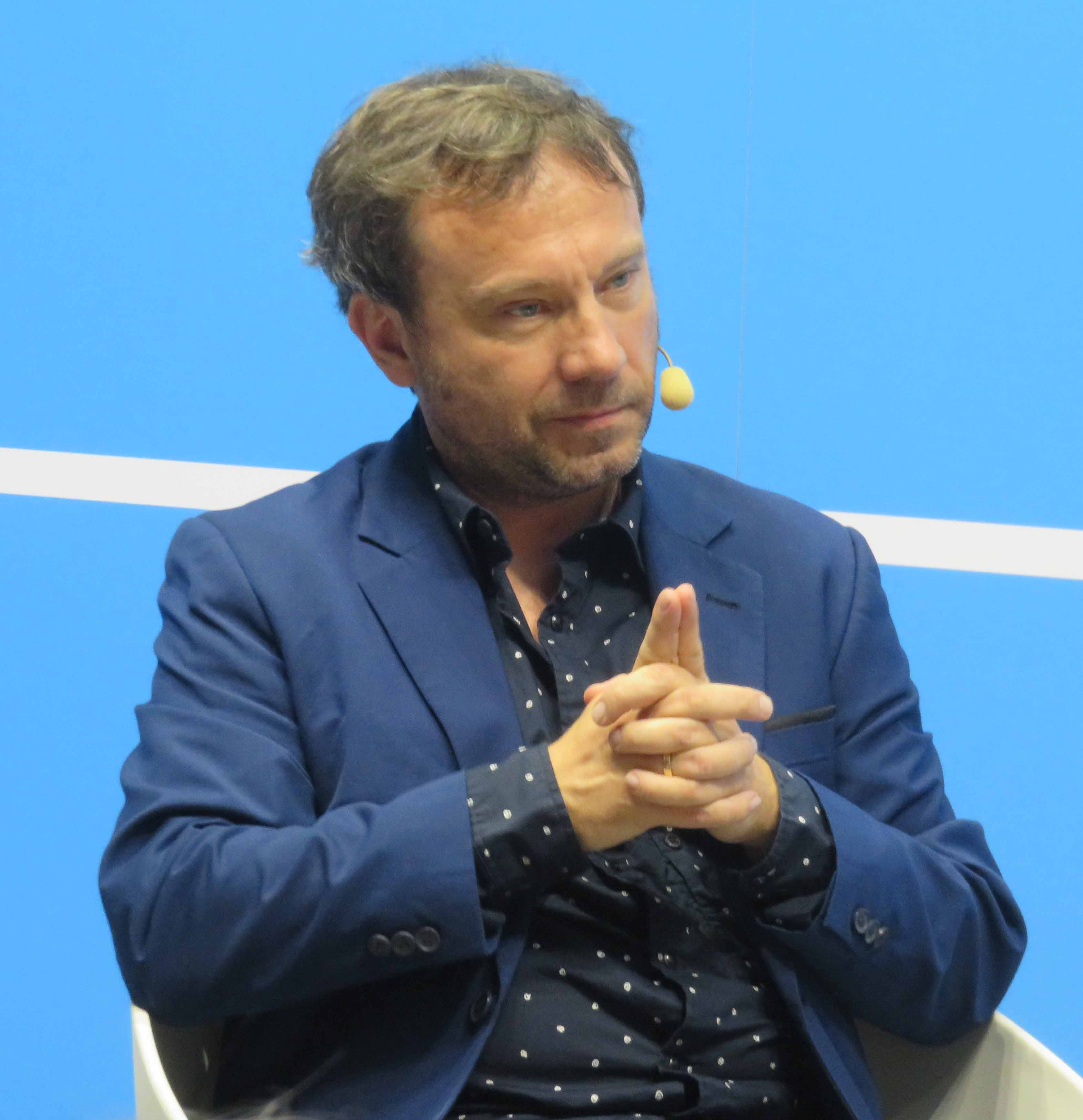
Gregor Sander (2019)

- Lenin auf Schalke, Penguin Verlag, München 2022, ISBN 978-3-328-60187-6
- Alles richtig gemacht, Roman, Penguin Verlag, München 2019, ISBN 978-3-328-60667-3
- Was gewesen wäre, Roman, Wallstein Verlag, Göttingen 2014, ISBN 978-3-8353-1359-0[6]
- Tagebuch eines Jahres, Wallstein Verlag, Göttingen 2014, ISBN 978-3-8353-1558-7
- Winterfisch, Erzählungen, Wallstein Verlag, Göttingen 2011, ISBN 978-3-8353-0843-5
- abwesend, Roman, Wallstein Verlag, Göttingen 2007, ISBN 978-3-8353-0143-6
- Ich aber bin hier geboren, Erzählungen, Rowohlt Verlag, Reinbek bei Hamburg 2002, ISBN 3-498-06361-8[7]

## Auszeichnungen
- 2016 Arbeitsstipendium des Berliner Senats[8]
- 2014: Annalise-Wagner-Preis für Was gewesen wäre
- 2013: Deutscher Erzählerpreis für Winterfisch[9]

- 2012: Preis der LiteraTour Nord für Winterfisch[10]
- 2009:
  - Stipendium des Deutschen Literaturfonds
  - 3sat-Preis beim Ingeborg-Bachmann-Wettbewerb für Winterfisch
- 2008: Stipendium Künstlerhof Schreyahn
- 2006: Stipendiat der Deutschen Akademie Rom Villa Massimo (Casa Baldi)
- 2004: Förderpreis zum Friedrich-Hölderlin-Preis der Stadt Bad Homburg